# Kanton Arnay-le-Duc
Arnay-le-Duc is een kanton van het Franse departement Côte-d'Or. Het kanton maakt deel uit van het arrondissement Beaune.

## Gemeenten
Het kanton Arnay-le-Duc omvatte tot 2014 de volgende 20 gemeenten:
- Allerey
- Antigny-la-Ville
- Arnay-le-Duc (hoofdplaats)
- Champignolles
- Clomot
- Culètre
- Cussy-le-Châtel
- Le Fête
- Foissy
- Jouey
- Lacanche
- Longecourt-lès-Culêtre
- Magnien
- Maligny
- Mimeure
- Musigny
- Saint-Pierre-en-Vaux
- Saint-Prix-lès-Arnay
- Viévy
- Voudenay

Door de herindeling van de kantons bij decreet van 18 februari 2014, met uitwerking op 22 maart 2015 zijn daar 72 gemeenten aan toegevoegd, namelijk de opgeheven kantons Bligny-sur-Ouche, Pouilly-en-Auxois, Nolay en Liernais.

Op 1 januari 2016 werden de gemeenten Ivry-en-Montagne en Jours-en-Vaux samengevoegd tot de fusiegemeente (commune nouvelle) Val-Mont.

Op 1 januari 2017 werden de gemeenten Vauchignon en Cormot-le-Grand samengevoegd tot de fusiegemeente (commune nouvelle) Cormot-Vauchignon.

 Hierdoor zijn sindsdien de bijkomende gemeenten volgende 70 : 
- Antheuil
- Arconcey
- Aubaine
- Aubigny-la-Ronce
- Auxant
- Bard-le-Régulier
- Baubigny
- Bellenot-sous-Pouilly
- Bessey-en-Chaume
- Bessey-la-Cour
- Beurey-Bauguay
- Blancey
- Blanot
- Bligny-sur-Ouche
- Bouhey
- Brazey-en-Morvan
- La Bussière-sur-Ouche
- Censerey
- Chailly-sur-Armançon
- Châteauneuf
- Châtellenot
- Chaudenay-la-Ville
- Chaudenay-le-Château
- Chazilly
- Civry-en-Montagne
- Colombier
- Commarin
- Cormot-Vauchignon
- Créancey
- Crugey
- Cussy-la-Colonne
- Diancey
- Écutigny
- Éguilly
- Essey
- Liernais
- Lusigny-sur-Ouche
- Maconge
- Manlay
- Marcheseuil
- Marcilly-Ogny
- Martrois
- Meilly-sur-Rouvres
- Ménessaire
- Molinot
- Montceau-et-Écharnant
- Mont-Saint-Jean
- Nolay
- Painblanc
- Pouilly-en-Auxois
- La Rochepot
- Rouvres-sous-Meilly
- Saint-Martin-de-la-Mer
- Sainte-Sabine
- Santosse
- Saussey
- Savilly
- Semarey
- Sussey
- Thoisy-le-Désert
- Thomirey
- Thorey-sur-Ouche
- Thury
- Val-Mont
- Vandenesse-en-Auxois
- Veilly
- Veuvey-sur-Ouche
- Vianges
- Vic-des-Prés
- Villiers-en-Morvan